# Bettrather Straße 85 (Mönchengladbach)

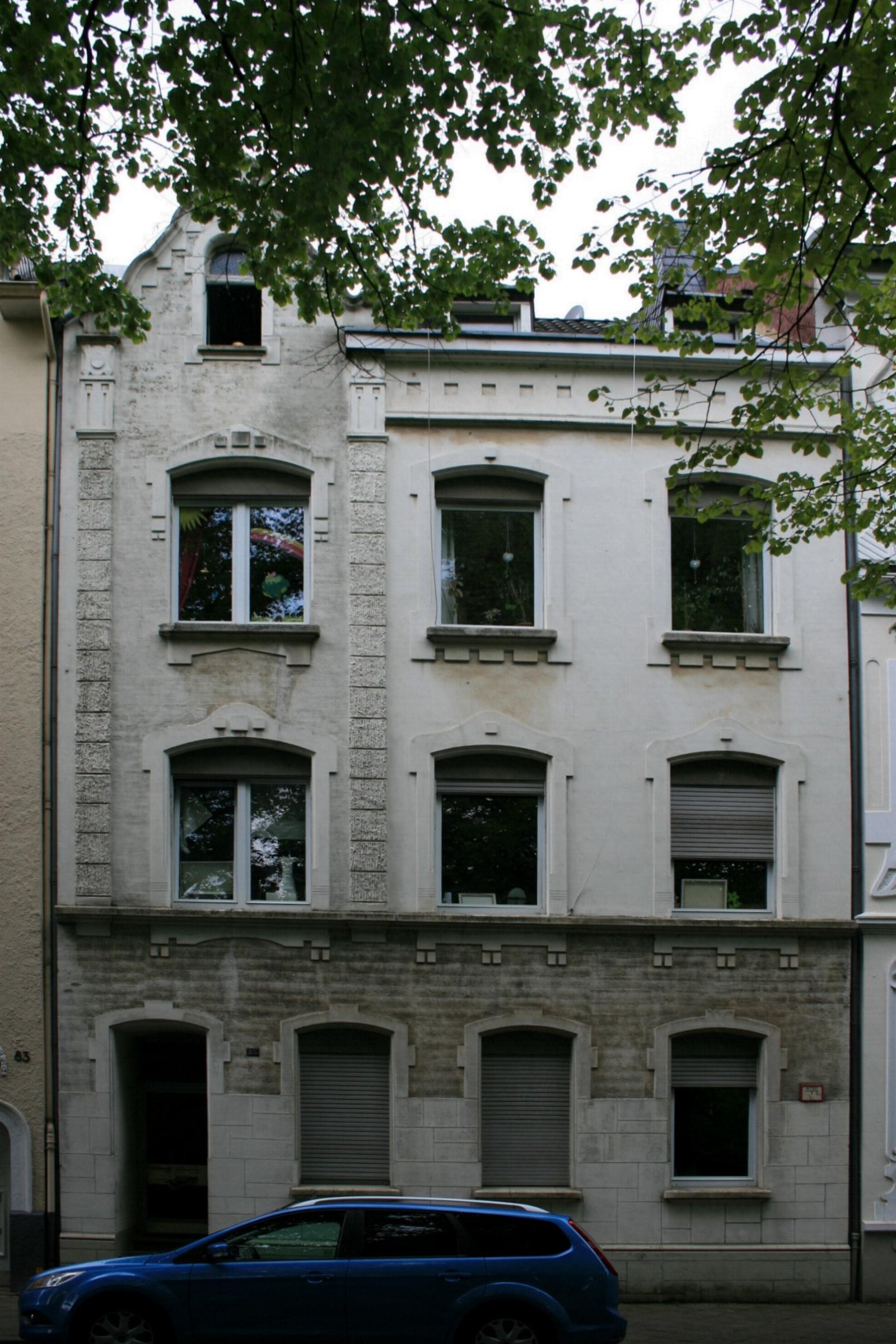
Wohnhaus (2010)

Das Wohnhaus Bettrather Straße 87 befindet sich in Mönchengladbach (Nordrhein-Westfalen).
Das Haus wurde um die Jahrhundertwende erbaut. Es ist unter Nr. B 049 am 2. Juni 1987 in die Denkmalliste der Stadt Mönchengladbach eingetragen worden.

## Lage
Die Bettrather Straße liegt nördlich des alten Stadtkerns und verläuft von der Hermann-Piecq-Anlage über die Beethovenstraße am Bunten Garten entlang bis zur Peter-Nonnenmühlen-Allee. Das Haus Nr. 85 steht gegenüber dem Bunten Garten.

## Architektur
Das weißliche Haus ist überwiegend schmucklos. Das traufständige Haus trägt ein Satteldach und hat zwei Dachgauben.